# 李袭誉
李袭誉（？—？），中国隋朝末年唐朝初年，陇西郡狄道人，字茂实。兄长是李袭志。

## 生平
隋朝末年，担任冠军府司兵。当时阴世师辅助代王杨侑为京师留守，李袭誉劝说阴世师派兵据守永丰仓，开仓赈济，以府库财物提升士气，移檄郡县，同心征讨各贼寇。但阴世师未能采用。李袭誉于是请求回山南家乡招募兵马，到汉中时，李渊进入京师长安，将李袭誉召回授为太仆卿。，封安康郡公，与兄长李袭志一起被录入李唐宗籍。唐太宗东征王世充，以李袭誉为潞州总管，管理后勤转运，突厥派出使团交通王世充，被李袭誉发现后派兵掩杀。历任光禄卿、蒲州刺史，后来从蒲州刺史转任扬州大都督府长史、江南道巡察大使。江都（扬州）当地重商轻农，李袭誉到任后，兴修水利，灌溉水田八百余顷，使百姓获利。他性格严整，为官威严肃然，所得的俸禄，大都分散给宗亲，剩余的用来写书著述。从扬州罢职回来时，带着几车的经史书籍。後来改任太府卿、凉州都督，加金紫光禄大夫，行同州刺史。因在凉州杖杀番禾县丞刘武，至是有司议其当死，皇帝下制除名，流放泉州，未几而卒。曾撰写《五经妙言》四十卷、《江东记》三十卷、《忠孝图》二十卷。

## 家世
世为山南豪族，南朝官宦世家。
- 五叶祖：李景
- 高祖：李方达，南朝齐末年，为本州治中。
- 曾祖：李元真，仕于南朝梁，历任东宫左卫率、东梁、衡二州刺史、散骑常侍，封沌阳侯。
- 祖父：李迁哲，北周信州总管、安康郡公。
- 父：李敬猷，隋朝台州刺史、安康郡公。